# Emma Curtis Hopkins
Emma Curtis Hopkins (1849—1925) foi uma líder do Movimento do Novo Pensamento, teóloga, professora, escritora e feminista, que constantemente designava mulheres para posições ministeriais ao longo de seu seminário teológico, que chegou a ser conhecido como Theological Seminary of Chicago. Emma era chamada de "a professora das professoras" pelo fato de muitos de seus alunos terem ido a outras igrejas e tornado-se proeminentes no Movimento do Novo Pensamento.
Inspirada inicialmente por Mary Baker Eddy (1821—1910), que afirmava ter encontrado uma "ciência" para explicar os milagres de Jesus Cristo ao interpretar a Bíblia. Dizia que esta ciência estava disponível a todos. Emma Curtis Hopkins deixou a Ciência Cristã para desenvolver sua própria forma de idealismo metafísico, conhecida como Novo Pensamento.
Seguindo a visão de Eddy de Deus ser ambos Mãe e Pai, Hopkins conceitualizou a Santíssima Trindade como três aspectos da divindade, cada um tendo um papel diferente em épocas histórias: Deus Pai, Deus Filho e o Espírito Materno. Hopkins acreditava quea mudança nos papéis da mulher indicava uma nova época — o reino do lado Mãe de Deus.
Apesar de alguns apontarem Phineas Parkhurst Quimby, outros consideram Emma Curtis Hopkins como a fundadora do Movimento do Novo Pensamento. Escreveu High Mysticism e Scientific Christian Mental Practice (1888).

## Vida
Emma Curtis Hopkins (Josephine Emma Curtis) nasceu em Killingly, Connecticut em 1849. Seus pais eram Rufus Curtis e Lydia Phillips Curtis. Casou-se com George Irving Hopkins em 19 de Julho de 1874. Seu filho, John Carver, nasceu em 1875 e faleceu em 1905.
Muito pouco se sabe sobre Hopkins antes de conhecer Mary Baker Eddy, em Outubro de 1883. Emma Hopkins e Mary Baker Eddy conheceram-se na casa de Mary F. Berry em Manchester, New Hampshire. Neste encontro, Marry Berry curou Emma Hopkins de uma enfermidade.
Emma queria saber mais dessa "ciência" que envolvia o modo com que foi curada. Em Dezembro de 1883, escreveu para Mary Baker Eddy pedindo para envolver-se em seu trabalho. Eddy respondeu e, quinze dias depois de sua carta, Hopkins foi para Boston para ter aulas com Eddy sobre como curar.
Apesar de nunca ter chegado às aulas avançadas, Hopkins rapidamente tornou-se proeminente no movimento da Ciência Cristã. Em Abril de 1884, escreveu um artigo para o Christian Science Journal chamado God's Omnipresence (A Onipresença de Deus) e, em Setembro daquele ano, já era editora do jornal. A editora anterior era a própria Eddy.
Em 1887, porém, Emma Hopkins foi expulsa das aulas de Eddy. Explicações variam de razões financeiras a ideológicas. A biógrafa Gail M. Harley sugere que Emma Hopkins tenha achado a Ciência Cristã e a liderança de Eddy muito restritivas. Não conseguia aceitar a natureza cristã dos ensinamentos de Eddy, mas descobriu muito valor nas religiões orientais também. Emma Hopkins queria escrever por si mesma, desenvolver sua própria técnica de cura e ensinar essa técnica para os outros.
Depois de dispensada, Hopkins voltou para Chicago, onde trabalhou como praticante independente da Ciência Cristã. Em Chicago, Hopkins editou o Mind Cure Journal, uma publicação que ela havia denunciado em Fevereiro de 1885 enquanto editava o Christian Science Journal. Hopkins também começou seu próprio seminário, o Christian Science Theological Seminary. Naquele tempo, os ensinamentos que no fim tornar-se-iam ensinamentos do Novo Pensamento, ainda eram chamados de Ciência Cristã. Foi só quando Baker Eddy exigiu a exclusividade do termo que tornou-se necessário o uso de "Novo Pensamento."
Essa independência permitiu que Hopkins analisasse melhor a Bíblia, religiões não-cristãs e várias outras filosofias para desenvolver sua própria forma de idealismo metafísico eclético.

## Influência
Pessoas influenciadas por Emma Curtis Hopkins:
· Malinda Cramer e Nona L. Brooks, co-fundadores da Igreja da Ciência Divina;
· Charles Fillmore e Myrtle Fillmore, co-fundadores da Unity School of Christianity;
· Harriet Emilie Cady, autor de Lessons in Truth;
· Annie Rix Militz, fundador da The Home of Truth; e
· Ernest Holmes, fundador da Church of Religious Science.